# Pallavolo Parma
El Pallavolo Parma fue un equipo de voleibol de la ciudad de Parma, fundado en el año 1946 y desaparecido en el año 2004.

## Historia
Fundado en el año 1946 ganó su primera  Liga italiana en 1950, revalidado un año después.  En la segunda mitad de los 60 vuelve a pelear por las primeras posiciones ganando su tercera liga en la temporada 1968/1969 después de tres subcampeonatos en cuatro años.
Tuvo su edad dorada en las décadas de los 80 y 90 ganando muchos títulos en Italia y en Europa, entre ellos dos  Champions League de manera seguida en las temporadas 1983/1984 y 1984/1985  y la primera edición del Campeonato Mundial de Clubes en 1989.
En 1995/1996 desciende por primera vez en las Segunda división y en 2004 desaparece definitivamente tras ceder al Taranto Volley el derecho de participación en la Primera división 2004/2005.

## Palmarés
- Campeonato de Italia (8)

1949/1950, 1950/1951, 1968/1969, 1981/1982, 1982/1983, 1989/1990, 1991/1992, 1992/1993
2° lugar (9) : 1948/1949, 1964/1965, 1966/1967, 1967/1968, 1983/1984, 1986/1987, 1987/1988, 1988/1989, 1990/1991
- Copa de Italia (5)

1981/1982, 1982/1983, 1986/1987, 1989/1990, 1991/1992,
2º lugar (3) : 1992/1993, 1993/1994, 2001/2002
- Champions League (2)

1983/1984, 1984/1985
2° lugar (4) : 1985/1986, 1990/1991, 1992/1993, 1993/1994
- Copa Mundial de Clubes (1)

1989
- Supercopa de Europa (2)

1989, 1990
- Recopa de Europa (3)

1987/1988, 1988/1989, 1989/1990
- Challenge Cup (2)

1991/1992, 1994/1995
2º lugar (1) : 1986/1987